# Städtische Galerie Böblingen

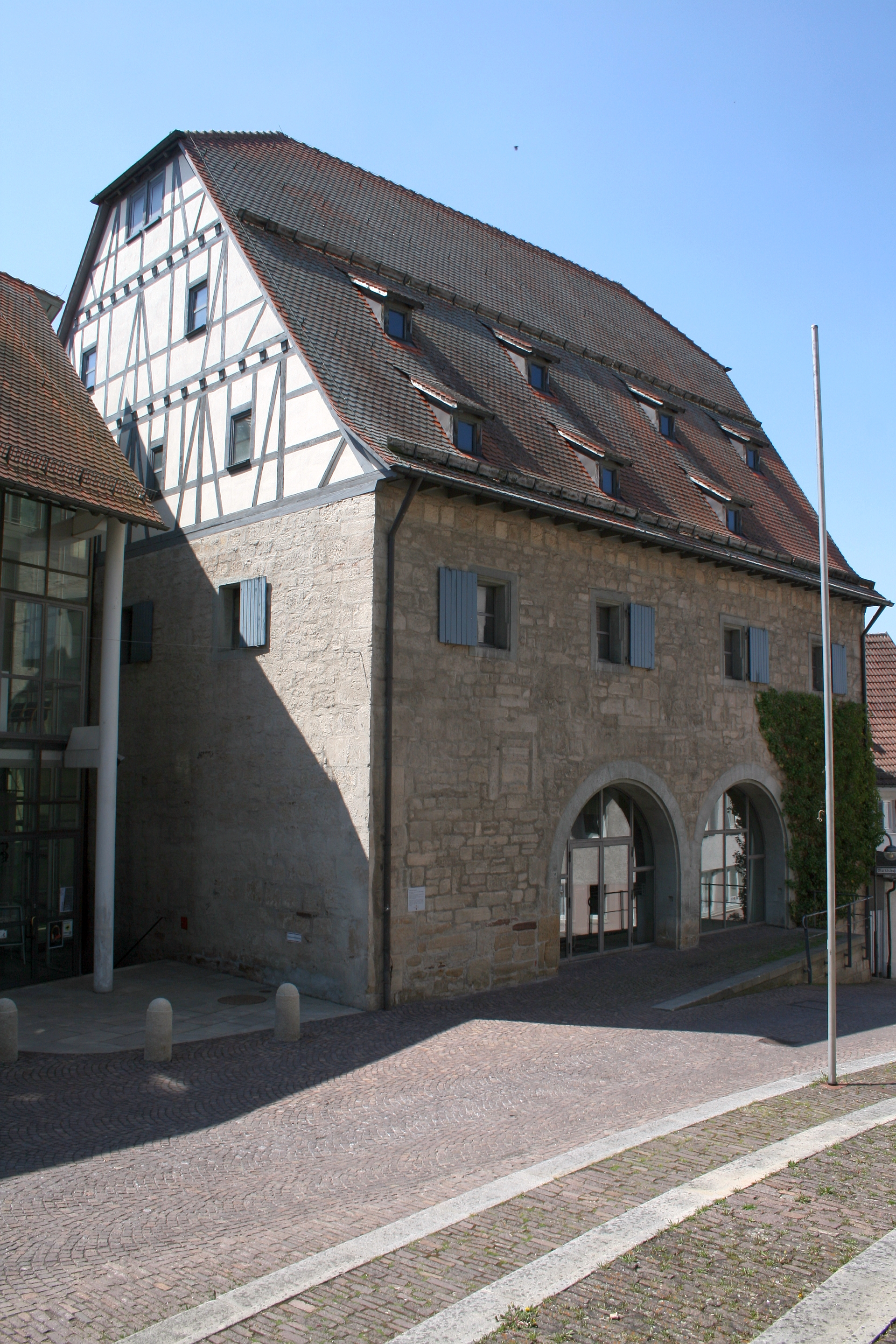
Zehntscheuer Böblingen mit Bauernkriegsmuseum und Städtischer Galerie

Die Städtische Galerie Böblingen ist das Kunstmuseum der Stadt Böblingen.

## Gebäude
Die städtischen Kunstsammlungen sind seit 1987 im Gebäudeensemble bestehend aus der sanierten, mittelalterlichen Zehntscheuer und dem postmodernen Glas-Stahl-Neubau zusammen mit dem Deutschen Bauernkriegsmuseum untergebracht.

## Sammlung
Die Sammlungskonzeption konzentriert sich in ihrer permanenten Präsentation auf Schlüsselwerke südwestdeutscher Künstlergruppen im ersten Drittel des 20. Jahrhunderts, d. h. auf Gemälde, Grafiken, Objekte und Skulpturen von progressiv gesinnten Künstlerinnen und Künstlern, die sich in avantgardistischen Ausstellerverbänden organisierten.
Die Bedingungen, unter denen Kunst in Angesicht des von zwei Weltkriegen erschütterten, zwischen Aufbruch und Apokalypse bewegten letzten Jahrhundert geschaffen, gepflegt und weiterentwickelt wurde, finden unter Berücksichtigung der sogenannten „Verschollenen Generation“ besondere Beachtung.
Ein weiterer Sammlungsschwerpunkt der Galerie betrifft das facettenreiche Werk des am Böblinger Tannenberg in den 1920er-Jahren ansässig gewordenen Malers Fritz Steisslinger. Seine verschiedenen Schaffensphasen werden im eigens eingerichteten Kabinett der Galerie dargestellt.
Nach mehrjährigen Renovierungsarbeiten des Obergeschosses des Museumsgebäudes wird unter dem Titel „Böblinger Bilderbogen. Vergangenheit in Farbe“ ab 2026 eine Neupräsentation eingerichtet, bei der Fritz Steisslingers über Jahrzehnte gemalte Stadt- und Landschaftsansichten aus den 1920er bis 1950er Jahren zusammen mit frühen Miniaturen des in Böblingen als Soldat stationierten Malerfreundes Reinhold Nägele aus dem Kriegsjahr 1916 gezeigt werden, die damit ein halbes Jahrhundert Böblinger Geschichte einfangen.
Regelmäßig im Turnus stattfindende Wechselausstellungen zu kulturgeschichtlichen wie gesellschaftspolitischen Themen in Bezug gesetzt zur Kunst der Klassischen Moderne im Dialog mit der aktuellen Gegenwartskunst runden die Dauerausstellungen ab. Deutschlandweite Resonanz können insbesondere die aufwendigen Kollektivschauen verzeichnen, etwa „Neue Sachlichkeit in Württemberg“ (2014), oder „Die Klasse der Damen. Künstlerinnen erobern sich die Moderne“ (2015), in der insgesamt 32 frühe Malerinnen im Umkreis der Stuttgarter Kunstakademie und im Schülerinnen-Kreis von Adolf Hölzel erstmals einer breiteren Öffentlichkeit vorgestellt wurden. Auf starken Widerhall traf 2023/2024 die als Erlebnisparcours angelegte Ausstellung „Schall+Rau(s)ch: Im Dunstkreis der Dosierung“, in dem es sich dem aktuellen Zeitgeist entsprechend um die vielschichtige Drogen-Thematik in Kunst und Gesellschaft drehte und der Bogen anhand rarer Anschauungsmaterialien effektvoll von der Jahrhundertwende bis in die Jetztzeit gespannt wurde.
Neben der Städtischen Galerie gab es in Böblingen bis 2013 die galerie contact als Begegnungs- und Ausstellungsraum für die regionale wie überregionale Kunst- und Kulturszene der Gegenwart. Seit 2014/2015 werden mit dem „KunstRauschRaum“ oder dem „KunstStadtRaum“ Leerstände in verlassenen Einkaufszentren oder in vor einer Renovierung stehenden Ladengeschäften der Bahnhofstraße temporär für raumbezogene, experimentelle und überdimensionale Installationskunst genutzt. Neben der Verwaltung der städtischen Kunstsammlung obliegt der Städtischen Galerie Böblingen zudem der Zuständigkeitsbereich für die „Kunst im öffentlichen Raum“, wo im gesamten Böblinger Stadtgebiet etwa 100 Kunstwerke anzutreffen sind.
Seit den Corona-Jahren 2020 und 2021 wurden zudem neue, schwerpunktmäßig niedrigschwellige Angebote für Kunst im urbanen, allseits zugänglichen Raum initiiert: Die berühmt-berüchtigte „walls of fame“ würdigt rund 55 Personen der Böblinger Geschichte wie der Gegenwart und verwandelt die beidseitig je 250 Meter langen Betonwände an der Schönbuchbahn-Unter/Überführung in eine bunte Street-Art-Gallery, in der es figurative Wandmalereien und abstrahiertes Graffiti der beiden Berliner Künstler Jim Avignon und Henrieke Ribbe sowie dem Stuttgarter Sprayer Jeroo zu sehen gibt.
Mit dem an der Museumsfassade installierten „Art-o-Mat BB /// 24 / 7 // 365“ wurde im Sommer 2022 in Zusammenarbeit mit dem Fotografen und Urban Art-Künstler Marcus Gwiasda ein zum Kunstautomaten umfunktionierter alter Zigarettenautomat realisiert. Aus diesem können Miniaturschachtelkunstwerke als Unikate und Sondereditionen von Kunstschaffenden aus dem Museums- und Galerieprogramm für je 5 Euro gezogen werden.